# Sockerskatt
Sockerskatt är en punktskatt på socker, som bland annat förekommer i Norge sedan 1981, sukkeravgift. Det har även funnits förslag om en svensk sockerskatt.
Skatten är avsedd som en pigouviansk skatt, eftersom hög sockerkonsumtion medför hälsoproblem som karies och fetma.
Flera delstater i USA har skatt på läskedrycker med socker.
Vissa folkhälsoaktivister, bland andra den engelske kocken Jamie Oliver, stöder förslaget.